# Mjere za površinu
Osnovna jedinica za mjerenje površine je kvadratni metar (m2). To je površina jednaka kvadratu čija stranica ima duljinu 1 metar.

## Ostale mjere za površinu
| kvadratni kilometar (km2)  | 1 km2 = 1.000.000 m2 |
| hektar (ha)                | 1 ha = 10.000 m2     |
| ar (a)                     | 1 a = 100 m2         |
| kvadratni decimetar (dm2)  | 1 dm2 = 0,01 m2      |
| kvadratni centimetar (cm2) | 1 cm2 = 0,0001 m2    |
| kvadratni milimetar (mm2)  | 1 mm2 = 0,000001 m2  |

## Stare mjere za površinu
1 kvadratni hvat (čhv) = 3,59665 ≈ 3,6 m2
1 katastarsko jutro (kj) ral = 5754,64 m2 = 1600 čhv
1 hektar = 2780,364 čhv = 1,7377 rali
1 lanac = 7193,3 m2
1 dulum (dunum) = 1000 m2
1 dan oranja = 4000 m2
1 motika zemlje = 800 m2
1 ral (katastarsko jutro) = 5754,642 m2

## Također pogledajte
- Pretvorba mjernih jedinica